# Øresund Station
Øresund Station er en Metro-station under terræn på Amager. Den ligger på linje M2 mellem stationerne Lergravsparken og Amager Strand.
Øresund Station blev indviet i 2007. Stationen ligger i takstzone 3.
I 2012 var passagertallet pr. dag i gennemsnit 1.600 personer .
I anlægsloven fra 1994 var stationens arbejdstitel Øresundsvej Station. I 2000 besluttede Københavns og Tårnby Kommuner de endelige navne for Østamagerbanen; her valgte Københavns Kommune navnet Helgoland. Det viste sig imidlertid at DSB allerede anvender navnet Helgoland Station for en teknisk station beliggende mellem Svanemøllen og Nordhavn, og derfor måtte Københavns Kommune bestemme sig for et nyt navn. Her valgte man navnet Øresund Station.

## Amagerbanen
Amagerbanens "Øresundsvej Station" lå omtrent, hvor Øresund Station nu ligger. Selve stationsbygningen fra 1907 blev nedtaget i 2005 i forbindelse med metrobyggeriet, og den genopføres på Frilandsmuseet i forbindelse med museets stationsby.